# 崔添偉
崔添偉（Timary Chui），籍貫廣東三水，現任香港特別行政區能源諮詢委員會委員、南區西分區委員會委員、香港南區各界慶典委員會副秘書長、新民黨社區發展主任、香港交通安全隊中區指揮官、西區少年警訊名譽會長、南區關愛隊隊員。早年曾任少年警訊深資領袖委員會主席、新民黨青年委員會副主席。

## 簡歷
主力關注青年及科技發展等問題，曾就相關議題多次於立法會發聲。積極參與和組織各種青年活動，推動青年參與愛國、社區和環保事務，為年輕人提供各種交流平台和發展機會，並為青年與政府之間的交流和合作搭建了橋樑。為中國電腦學會、香港電腦學會以及英國工程技術學會的會員，在中國電腦學會，擔任數位金融分會委員、資料治理發展委員會委員、電腦安全專業委員會委員。 經常在《明報》、《AM730》等媒體投稿，同時在網路媒體《Fortune Insight》撰寫專欄。
近年參與南區的社區發展，並曾參與2023年區議會選舉南區西北直選。2020年獲新民黨"最佳黨員"榮耀，2021年得到香港特別行政區政府民政事務局局長嘉許。
2025年4月，聯同立法會議員容海恩及多名科技界代表，提出《香港人工智能發展藍圖建議書》。建議書內容涵蓋優化人工智能應用、完善人才培育、促進國際合作、完善法規及數據治理等多個方面。該建議書獲得多位知名人士支持，並由香港科技界人士共同簽署。